# Lettland i olympiska vinterspelen 2018
Lettland deltog i de olympiska vinterspelen 2018 i Pyeongchang, Sydkorea, med en trupp på 34 idrottare (25 män, 9 kvinnor) fördelade på 9 sporter.
Vid invigningsceremonin bars Lettlands flagga av bobåkaren Daumants Dreiškens.

## Medaljörer
| Medalj | Namn                           | Sport | Gren               | Datum            |
| ------ | ------------------------------ | ----- | ------------------ | ---------------- |
| Brons  | Oskars Melbārdis Jānis Strenga | Bob   | Herrarnas tvåmanna | 19 februari 2018 |